# 长度收缩
长度收缩（又称洛伦兹收缩或洛伦兹-費茲傑羅收缩）是指观察者在观察与其相对速度非零的物体时看到的长度变小的现象。这种现象通常只在相对速度接近光速时才会比较明显。并且只有在与物体运动平行的方向上才能观察到长度收缩。
对于常见物体，在其以常规速度运动时，这种效应可以忽略。只有在其运动速度足够大，或是在电子运动中，考虑这种现象才较为有意义。当相对速度为13400000 m/s（0.0447c）时，收缩后的长度为静止长度的99.9%。而当相对速度增大到42300000 m/s（0.141c），收缩后的长度仍为静止长度的99%。随着速度逐渐接近光速，这一效应开始变得十分明显。这种效应可以用下面这个方程描述：
{\displaystyle L={\frac {L_{0}}{\gamma (v)}}=L_{0}{\sqrt {1-v^{2}/c^{2}}}}
其中
L0是物体的固有长度（物体在与其相对静止的参考系中的长度），
L是观察者观察到的物体的长度，
v是观察者与运动物体之间的相对速度，
c是光速，
而γ(v)则是洛仑兹因子，定义为：
{\displaystyle \gamma (v)\equiv {\frac {1}{\sqrt {1-v^{2}/c^{2}}}}\ }。
在这个方程中，物体的长度所沿方向与物体运动方向平行。观察者需要同时测量其与物体两端的距离然后相减来得到物体的长度。当相对速度趋近光速时，物体在对应方向上的长度会变为零。更为普遍的变换请参见洛仑兹变换。

## 历史
长度收缩由乔治·斐兹杰惹与亨德里克·洛伦兹先后于1889年与1892年提出。他们提出这一假设是用来应对迈克尔逊-莫雷实验对于静止以太假说的撼动。尽管斐兹杰惹与洛仑兹都提到了静电场在运动时发生变形的现象（“亥维赛椭圆”，奥利弗·亥维赛基于电磁理论于1888年提出），但他们认为这只是个特例情况。因为当时并没有充足的理论证实分子间的作用力会完全依照电磁作用规律。1897年，约瑟夫·拉莫尔提出了一种可以将电磁作用视为所有力起源的理论。长度收缩是这一模型的直接推论。不过亨利·庞加莱在1905年提出，电子的稳定性并不能单单通过电磁作用就能得到解释。所以他引入了另一个特例假设：长度收缩可以通过保证电子稳定性的非电约束力得到动力学解释。并且这种力还可以掩盖静止以太的运动。
1905年，阿尔伯特·爱因斯坦首次移去了长度收缩中所有特例假设因素，展示了这种现象并不需要以太假设，而是可以通过狭义相对论得到解释。爱因斯坦的理论后来得到了赫尔曼·闵可夫斯基的完善。他通过引入四维时空的概念给出了所有相对论效应的几何解释。

## 相对论基础

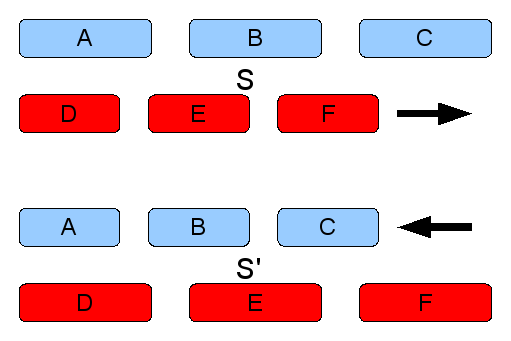
长度收缩：三个蓝棒在S系中静止，三个红棒则在S'系中。在这个例子中，两列的左端点A和D在x轴上与同一位置，棒的长度是可以比较的。在S系中，同一时刻，A与C之间的距离要比D与F之间的远。在S'系中则恰好相反。

首先需要考虑的问题是测量静止与运动物体长度的方法。这里的物体只是指由一系列互相静止（換言之，它们在同个惯性系中会保持静止）的点构成的一段线。如果观察者与物体间的相对速度为零，那么物体的原长{\displaystyle L_{0}}用测量棒就可以直接测定。当相对速度大于零时，测量可以这样进行：
观察者设置一列经过同步的时钟。同步可以这样完成：
1. 使用爱因斯坦同步法交换光信号；
2. 使用“慢时钟输运”法，也就是在消失输运速度范围内（vanishing transport velocity）在时钟间传递一个时钟。

当同步过程完成后，物体通过时钟列，每个时钟记录下左右两个端点通过的确切时间。在这之后，观察者只需去看记录下物体左端点通过时间的时钟A的位置，以及同一时刻物体右端点经过的时钟B的位置即可。A、B两点的距离与物体此时长度{\displaystyle L} 相等。当使用这种方法时，同时性（simultaneity）的定义就显得尤其重要。
另一种方法是使用可以显示其原时{\displaystyle T_{0}}的时钟，让其在物体静止系内在时间{\displaystyle T}内（使用时钟本身测量）自物体一点运动到另一点。物体的长度可以通过时钟的运动与速度相乘求得，即{\displaystyle L_{0}=T\cdot v}（物体静止系）或{\displaystyle L=T_{0}\cdot v}（时钟静止系）。
在牛顿力学中，同时性与时间都是绝对的，因而两种方法最终得到的结论会是{\displaystyle L}与{\displaystyle L_{0}}相等。在相对论中，由所有惯性系中光速不变推出的相對同時以及時間膨脹打破了这个等式。当采用第一种方法时，当一个惯性系中的观察者说自己同时测量物体端点的距离时，其他惯性系中的观察者会认为测量并不是同时完成的。当采用第二种方法时，由于时间膨胀效应，{\displaystyle T}与{\displaystyle T_{0}}并不相等，这会导致出现长度不等的情况。
所有惯性系中测量方式可以通过洛伦兹变换以及时间膨胀推导。最终结果显示，物体的原长保持不变，且是物体的最大长度，也就是说在其他惯性系中同一物体的长度都比原长小。这种收缩只会在物体运动方向上发生，物体长度与原长之间的关系如下式所示：
{\displaystyle L=L_{0}/\gamma }

## 磁作用
在电子相对原子核运动过程中，受到相对论收缩效应的影响会产生磁作用。载流线圈附近的运动电荷所受到的磁作用就是由电子与质子间相对运动造成的。
1820年，安德烈-马里·安培展示通有同向电流的平行线圈会彼此吸引。对于电子而言，线圈会略微收缩，造成另一线圈中的电子局部稠密。而另一线圈中的电子虽然也会在运动，但他们并不会产生同等收缩。这造成电子与质子产生了视在局部不均，此时发生较大收缩线圈中的电子就会受另一线圈中多余质子的吸引。反之亦然。在质子静止参考系中，电子会运动并收缩，也会产生同样的不平衡。虽然电子的漂移速度相对较低（1米每秒量级），但电子与质子间的作用非常大，以致在这一较低速度下，相对论收缩也会引起明显效应。
这种效应也可以用来解释不带电流的磁性粒子，只需把电流替换成自旋即可。

## 对称性
相对性原理（即所有惯性系中，物理规律都应具有相同形式）要求长度收缩影视对称的：即如果S系中的静止长棒在S'系中发生长度收缩，那么S'中的静止长棒也应在S系中发生收缩。这一点可以使用对称的闵可夫斯基图表示，因为几何上，洛伦兹变换对应四维时空中的旋转。
在右侧第一张图中，如果S'系中有一根静止长棒，且一个端点位于ct'轴且平行于x'轴。在这个参考系中，端点同时时的位置是O和B，因此原长等于OB。在S系中，同时位置则是O和A，因此收缩后的长度是OA。
反之，如果S系中有另一根静止长棒。同样，它的一个端点位于ct轴且平行于x轴。在这个参考系中，端点同时时的位置是O和D，因此原长等于OD。在S'系中，同时位置则是O和C，因此收缩后的长度是OC。
在右侧第二张图中，如果S系中有一列静止的火车，S'系中有一座静止的火车站。S系与S'系的相对速度为{\displaystyle v=0{.}8c}。S系中有一根原长{\displaystyle L_{0}=\mathrm {AB} =30\ \mathrm {cm} }的长棒，其在S'系中收缩后的长度{\displaystyle L'}为：
{\displaystyle L'=\mathrm {AC} =L_{0}/\gamma =18\ \mathrm {cm} }
当长棒从S系中的火车中扔到S'系中的火车站并静止，它的长度可以使用上面的方法再次测量。现在S'中长棒原长{\displaystyle L'_{0}=\mathrm {EF} =30\ \mathrm {cm} }，那么此时长棒相对于S系是运动的，其长度会发生收缩：
{\displaystyle L=\mathrm {DE} =L'_{0}/\gamma =18\ \mathrm {cm} }

## 实验验证
任何与物体一起运动的观察这都不能测量物体的收缩，因为根据相对性原理，他本人就能感觉到他自己与物体在同一参考系中保持相对静止。所以长度收缩在物体静止系中都不能测出，而只能在物体运动系中测到。除此之外，即使在非拖带（non-co-moving）参考系中，对于长度收缩的直接实验验证也是非常难以实现的，因为目前的技术水平，可观测的物体都不能加速至相对论效应明显的速度。能以那样高的速度运动的物体只有原子中的粒子，但他们的大小不足以直接测量收缩的程度。
不过，目前已经有一些途径可以间接验证这种效应的存在：
迈克尔逊-莫雷实验：在狭义相对论中，这个实验可以这样解释：在干涉仪的静止系中，光在各个方向上传播时间相同。在干涉仪运动系中，纵向光束的传播路径要比静止系中长，其传播时间也会相应变长，在向前和反射路径中，其与横向光束传播时间需要分别乘以L/(c-v)与L/(c+v)。因此，为使各向传播时间重新一致，干涉仪中横向路径发生收缩。两路光束的传播速度一致，两个垂直臂的总时间与其运动方向无关。

对μ子在大气层中传播过程的解释

快μ子的活动范围要比慢μ子大得多。在地球固联系中，大气层厚度保持原长。μ子寿命增长可以通过时间膨胀解释。然而在，缪子静止系中，其寿命并没有改变，但大气层厚度收缩以致μ子能够到达地球表面。
重离子静止时会是球形，而在以接近光速的速度运动时则会变成盘形。粒子碰撞的部分实验结果只能通过由长度收缩引起的核子密度增大解释。
高速运动的带电粒子电离能力较强。经典物理学的结果却与之相反，因为运动的电离粒子会与其他原子电子相互作用的过程会占去部分时间。在相对论中，则可以通过静电场发生的长度收缩导致其在传播方向上电场增强解释。
在同步加速器以及自由电子激光器中，高速电子会被注入波荡器中以产生同步辐射。在电子静止系中，波荡器的长度会收缩易产生更高频率的辐射。除此之外，为了达到实验室系中测到的频率，人们可以应用相對論性多普勒效應。波荡器所能产生的极高频率辐射只能通过长度收缩以及相对论性多普勒效应得到。

## 实在性

爱因斯坦思想实验的闵可夫斯基图示：两根原长为 的长棒以0.6c的速率相向运动，造成。

1911年，弗拉基米尔·瓦里恰克（Vladimir Varićak）提出如果利用洛伦兹的理论，长度收缩是一种“客观”现象；而如果依据爱因斯坦的理论，其则为“表观的或主观的”现象。爱因斯坦就此回应道：
这位作者不正确地表述了洛伦兹关于物理事实的理解和我的理解之间的差别，关于洛仑兹是不是真实的问题，会把人引入歧途。只要这种收缩对于一个随之运动的观察者是不存在的，那它就的确是不“真实的”；但是，从它对於一个不随之运动的观察者在原则上可以用物理方法加以证明这一点来说，它是“真实的”。
爱因斯坦认为长度收缩并不是依照测量过程随意定义的。他在那篇文章中还提出了一个思想实验：设A'B'与A"B"是两根原长相等的长棒的端点。让它们以相同速率（相对于静止的x轴）相向运动。A'A"相遇于A*，B'B"相遇于B*。A*B*的长度要比A'B'及A"B"短。当其中一根长棒相对于x轴静止时，也会发生类似的现象。

## 相关悖论
粗略使用收缩方程会产生“梯子悖论”以及“贝尔飞船悖论”这些悖论，但这些悖论只需修正其中同时的概念就足以解决。埃伦费斯特悖论是有关长度收缩比较重要的悖论。它证明刚体的概念与相对论并不兼容，降低了玻恩刚性理论的可用性，并展示了与物体一起转动的观察者所看到的现象需要用非欧几何描述。

## 视觉效应
长度收缩涉及到在一个坐标系内同时测量多个位置。这意味着如果可以拍到快速移动的物体，那么这张照片也许可以反映物体在其运动方向上的收缩。不过由于相片是在侧面拍摄的，这样的视觉效应就与长度收缩是另一回事了。因为长度收缩只能通过物体的端点直接测量。罗杰·彭罗斯与詹姆斯·特雷尔等人都曾注意到照片并不能展示运动物体的长度收缩。比方说，当角直径较小时，一个运动的球体侧面看仍会是圆形，不过看起来会像是在转动。这种转动视觉效应称作彭罗斯-特雷尔转动。

## 推导

### 通过洛伦兹变换
长度收缩可以通过洛伦兹变换推导：
{\displaystyle {\begin{aligned}x'&=\gamma \left(x-vt\right),\\t'&=\gamma \left(t-vx/c^{2}\right).\end{aligned}}}
运动长度已知
在惯性系S中，设{\displaystyle x_{1}}和{\displaystyle x_{2}}是运动物体的两个端点。这里，它的长度{\displaystyle L}可以根据上述变换，通过在{\displaystyle t_{1}=t_{2}\,}时同时确定两个端点的位置测量。现在这个物体在S'系中的原长可以通过洛伦兹变换计算。自S到S'的时间坐标变换会导致时间不同，但这并不影响推导，因为物体在S'系中是静止的。因此，这里只需要考虑空间坐标的变换：
{\displaystyle x'_{1}=\gamma \left(x_{1}-vt_{1}\right)}以及{\displaystyle x'_{2}=\gamma \left(x_{2}-vt_{2}\right)}。
由于{\displaystyle t_{1}=t_{2}\,}，那么设{\displaystyle L=x_{2}-x_{1}}，{\displaystyle L_{0}^{'}=x_{2}^{'}-x_{1}^{'}}，S'中的原长为：
{\displaystyle L_{0}^{'}=L\cdot \gamma .\qquad \qquad {\text{(1)}}}
此时S中的测量长度为：
{\displaystyle L=L_{0}^{'}/\gamma .\qquad \qquad {\text{(2)}}}
依据相对性原理，S中静止的物体在S'中同样也会发生长度收缩。当改变改变符号和对换表示后：
{\displaystyle L_{0}=L'\cdot \gamma .\qquad \qquad {\text{(3)}}}
此时，S'中测到的收缩后的长度为：
{\displaystyle L'=L_{0}/\gamma .\qquad \qquad {\text{(4)}}}
原长已知
反之，如果物体在S系中静止，且原长已知。由于物体的位置会时时发生变化，在S'中就要同时确定物体两个端点的位置。因此，时空坐标要进行以下变换：
{\displaystyle {\begin{aligned}x_{1}^{'}&=\gamma \left(x_{1}-vt_{1}\right)&\quad ,\quad &&x_{2}^{'}&=\gamma \left(x_{2}-vt_{2}\right)\\t_{1}^{'}&=\gamma \left(t_{1}-vx_{1}/c^{2}\right)&\quad ,\quad &&t_{2}^{'}&=\gamma \left(t_{2}-vx_{2}/c^{2}\right).\end{aligned}}}
当{\displaystyle t_{1}=t_{2}}，{\displaystyle L_{0}=x_{2}-x_{1}}，非同时距离时间差为：
{\displaystyle {\begin{aligned}\Delta x'&=\gamma L_{0}\\\Delta t'&=\gamma vL_{0}/c^{2}\end{aligned}}}
为了得到端点在同一时刻的位置，距离可以这样求得：
{\displaystyle {\begin{aligned}L'&=\Delta x'-v\Delta t'\\&=\gamma L_{0}-\gamma v^{2}L_{0}/c^{2}\\&=L_{0}/\gamma \end{aligned}}}
由此得到收缩后的长度。类似地，当物体在S'中静止时，对应的收缩后的长度为：
{\displaystyle L=L_{0}^{'}/\gamma }.

### 通过时间膨胀
长度收缩也能通过时间膨胀推导。思路与前文（“相对论基础”）基本一致。时钟运动时间{\displaystyle T}与其原时{\displaystyle T_{0}}满足：
{\displaystyle T=T_{0}\cdot \gamma }
设一根原长为{\displaystyle L_{0}}的长棒在S系中静止，而时钟在S'系中静止。在S系中，时钟在长棒从一个端点到另一个端点的运动时间为{\displaystyle T=L_{0}/v}，在S'系中则为{\displaystyle T'_{0}=L'/v}。因此{\displaystyle L_{0}=Tv}，而{\displaystyle L'=T'_{0}v}。通过插入时间膨胀方程，长度之间的比值为：
{\displaystyle {\frac {L'}{L_{0}}}={\frac {T'_{0}v}{Tv}}=1/\gamma }.
因此，在S'系中测得的长度为：
{\displaystyle L'=L_{0}/\gamma }.
也就是说，时钟在S系中的运动时间要比在S'中长（S系中的时间膨胀效应），对应地，长棒在S系中的长度也就比S'中的长（S'系中的长度收缩效应）。类似地，如果时钟和长棒分别在S和S'中静止，对应的结果则为：
{\displaystyle L=L'_{0}/\gamma }.

### 几何方法

欧几里得时空和闵科夫斯基时空中的长方体

除了上述两种方法，还可通过不同空间中的三角法来解释长度收缩。
右图的左侧展示了一个在三维欧几里得空间 E3内旋转的长方体。旋转方向上的截面要比旋转前长。右侧则是单个空间维度发生收缩的闵科夫斯基时空E1,2中的运动薄板。直线变换方向上的截面要比变换前窄。在两种情形中，纵向并没有受到影响而三个平面在长方体的各个顶点上都是彼此正交的。
在狭义相对论中，庞加莱变换是一种仿射变换。其是依据惯性系状态以及不同的原点选择不同的描述闵可夫斯基时空的直角坐标系。洛伦兹变换是一种线性庞加莱变换。对闵可夫斯基时空进行洛仑兹变换（洛伦兹群是等距同构群的迷向子群（isotropy subgroup））与对欧几里德空间金星旋转变换的作用类似。狭义相对论中有很大一部分是对闵可夫斯基时空中非欧三角法则的研究。
| 三角法     | 圆                    | 抛物线       | 双曲线                 |
| ---------- | --------------------- | ------------ | ---------------------- |
| 克莱因几何 | 欧几里得平面          | 伽利略平面   | 闵科夫斯基平面         |
| 符号       | E2                    | E0,1         | E1,1                   |
| 二次型     | 正有限                | 退化         | 非退化但无限           |
| 等距同构群 | E(2)                  | E(0,1)       | E(1,1)                 |
| 各向同性群 | SO(2)                 | SO(0,1)      | SO(1,1)                |
| 各向同性类 | 旋转                  | 错切         | 平移                   |
| 凯莱代数   | 复数                  | 二元数       | 雙曲複數               |
| ε2         | -1                    | 0            | 1                      |
| 时空解释   | 无                    | 牛顿时空     | 闵科夫斯基时空         |
| 斜率       | tan φ = m             | tanp φ = u   | tanh φ = v             |
| 余弦       | cos φ = (1+m2)−1/2    | cosp φ = 1   | cosh φ = (1-v2)−1/2    |
| 正弦       | sin φ = m (1+m2)−1/2  | sinp φ = u   | sinh φ = v (1-v2)−1/2  |
| 正割       | sec φ = (1+m2)1/2     | secp φ = 1   | sech φ = (1-v2)1/2     |
| 余割       | csc φ = m−1 (1+m2)1/2 | cscp φ = u−1 | csch φ = v−1 (1-v2)1/2 |